# وحدت قومی کرد و ماد
وحدت قومی کرد و ماد با عنوان فرعی منشأ، نژاد و تاریخ تمدن کردستان کتابی ست در ۱۱ فصل از حبیب‌الله تابانی که به معرفی تاریخ تمدن کردستان و منشأ مردم کرد می‌پردازد. این کتاب جلد ۱۷ام از «مجموعه پژوهش‌های تاریخ» است که نشر گستره منتشر کرده‌است. این کتاب از جمله منابع جدیدی ست که دربارهٔ تاریخ کردها نوشته شده‌است.
این کتاب چند سال پس از انتشار به فارسی، توسط جلیل گادانی با عنوان «هاونه‌ته‌وه‌ای کورد و ماد: چاوگه، ره‌گه‌ز» به زبان کردی نیز ترجمه شد.

## فصل‌ها[۹]
1. چهره جغرافیایی کردستان و شناخت آن
2. تاریخ و ریشه نژادی کردان
3. دولت‌های معظم باستانی کردها
4. کردستان و کردها بعد از مادها
5. روم و سازمان اداری و تشکیلات آن
6. تمدن و مظاهر آن در کردستان تا ظهور اسلام
7. نقش کردستان در گسترش فرهنگ و تمدن جهانی
8. آثار تاریخی موجود در کردستان
9. دین، مذهب و معتقدات فرعی در کردستان
10. خط-زبان در ادبیات کردی و سرگذشت آن
11. آداب و عادات و رسوم و اعیاد و دیگر مراسم در کردستان